# Championnat d'Europe de vitesse féminin (moins de 23 ans)
Le Championnat d'Europe de vitesse individuelle féminin moins de 23 ans est le championnat d'Europe de vitesse organisé annuellement par l'Union européenne de cyclisme (UEC) pour les cyclistes âgées de moins de 23 ans. Le championnat organisé depuis 2001, a lieu dans le cadre des championnats d'Europe de cyclisme sur piste juniors et espoirs. Un championnat d'Europe espoirs existait déjà entre 1997 et 1999, mais il n'était pas organisé par l'UEC.

## Palmarès
| Année | Or                | Argent          | Bronze            |
| ----- | ----------------- | --------------- | ----------------- |
| 1997  | Szilvia Szabolcsi | Katrin Meinke   | Iryna Yanovych    |
| 1998  | Susan Panzer      | Ulrike Weichelt | Szilvia Szabolcsi |
| 1999  | Szilvia Szabolcsi | Céline Nivert   | Ulrike Weichelt   |

| Année | Or                       | Argent               | Bronze                   |
| ----- | ------------------------ | -------------------- | ------------------------ |
| 2001  | Céline Nivert            | Tamilla Abassova     | Lyudmyla Vypyraylo       |
| 2002  | Tamilla Abassova         | Céline Nivert        | Clara Sanchez            |
| 2003  | Tamilla Abassova         | Simona Krupeckaitė   | Céline Nivert            |
| 2004  | Tamilla Abassova         | Clara Sanchez        | Elisa Frisoni            |
| 2005  | Christin Muche           | Clara Sanchez        | Elisa Frisoni            |
| 2006  | Jane Gerisch             | Anastasia Tchulkova  | Miriam Welte             |
| 2007  | Lyubov Shulika           | Miriam Welte         | Jane Gerisch             |
| 2008  | Miriam Welte             | Lyubov Shulika       | Anna Blyth               |
| 2009  | Lyubov Shulika           | Olga Streltsova      | Virginie Cueff           |
| 2010  | Rebecca James            | Virginie Cueff       | Sandie Clair             |
| 2011  | Victoria Baranova        | Olivia Montauban     | Jessica Varnish          |
| 2012  | Victoria Baranova        | Olivia Montauban     | Rebecca James            |
| 2013  | Anastasiia Voinova       | Tania Calvo          | Elis Ligtlee             |
| 2014  | Anastasiia Voinova       | Elis Ligtlee         | Tania Calvo              |
| 2015  | Anastasiia Voinova       | Elis Ligtlee         | Victoria Williamson      |
| 2016  | Elis Ligtlee             | Tatiana Kiseleva     | Mélissandre Pain         |
| 2017  | Olena Starikova          | Pauline Grabosch     | Hetty van de Wouw        |
| 2018  | Miriam Vece              | Miglė Marozaitė      | Nicky Degrendele         |
| 2019  | Mathilde Gros            | Lea Sophie Friedrich | Miriam Vece              |
| 2020  | Lea Sophie Friedrich     | Pauline Grabosch     | Yana Tyshchenko          |
| 2021  | Yana Tyshchenko          | Ksenia Andreeva      | Alessa-Catriona Pröpster |
| 2022  | Alessa-Catriona Pröpster | Julie Michaux        | Taky Marie-Divine Kouamé |
| 2023  | Alessa-Catriona Pröpster | Emma Finucane        | Clara Schneider          |
| 2024  | Taky Marie-Divine Kouamé | Clara Schneider      | Rhian Edmunds            |
| 2025  | Iona Moir                | Alina Lysenko        | Rhian Edmunds            |